# Piecowa Góra
Piecowa Góra – część wsi Kuźniaki w Polsce położona w województwie świętokrzyskim, w powiecie kieleckim, w gminie Strawczyn.
W latach 1975–1998 Piecowa Góra administracyjnie należała do województwa kieleckiego.